# Martynas Džiaugys
Martynas Džiaugys, född 8 november 1986, är en litauisk roddare.
Džiaugys tävlade för Litauen vid olympiska sommarspelen 2016 i Rio de Janeiro, där han slutade på 9:e plats i scullerfyra. Övriga i roddarlaget var Dovydas Nemeravičius, Dominykas Jančionis och Aurimas Adomavičius. Vid olympiska sommarspelen 2020 i Tokyo slutade Džiaugys på 10:e plats tillsammans med Armandas Kelmelis, Dovydas Nemeravičius och Dominykas Jančionis i scullerfyra.